# Grand Prix moto de Rio de Janeiro 2004
Le  Grand Prix moto de Janeiro 2004 est la septième manche du championnat du monde de vitesse moto 2004. La compétition s'est déroulée du 2 au 4 juillet 2004 sur l'Autódromo Internacional Nelson Piquet connu sous le nom de Jacarepaguá.
C'est la neuvième édition du Grand Prix moto de Rio de Janeiro.

## Classement MotoGP
| Pos. | Pilote            | Constructeur | Temps/Écart     | Grille | Points |
| ---- | ----------------- | ------------ | --------------- | ------ | ------ |
| 1    | Makoto Tamada     | Honda        | 44 min 21 s 976 | 7      | 25     |
| 2    | Max Biaggi        | Honda        | +2 s 019        | 2      | 20     |
| 3    | Nicky Hayden      | Honda        | +5 s 764        | 3      | 16     |
| 4    | Loris Capirossi   | Ducati       | +11 s 145       | 6      | 13     |
| 5    | Alex Barros       | Honda        | +12 s 951       | 5      | 11     |
| 6    | Colin Edwards     | Honda        | +13 s 904       | 11     | 10     |
| 7    | Kenny Roberts Jr  | Suzuki       | +23 s 493       | 1      | 9      |
| 8    | Norifumi Abe      | Yamaha       | +27 s 498       | 15     | 8      |
| 9    | Shinya Nakano     | Kawasaki     | +27 s 802       | 9      | 7      |
| 10   | Carlos Checa      | Yamaha       | +36 s 808       | 12     | 6      |
| 11   | Alex Hofmann      | Kawasaki     | +37 s 713       | 14     | 5      |
| 12   | Ruben Xaus        | Ducati       | +48 s 924       | 16     | 4      |
| 13   | Marco Melandri    | Yamaha       | +57 s 102       | 13     | 3      |
| 14   | Jeremy McWilliams | Aprilia      | +1 min 03 s 046 | 18     | 2      |
| 15   | John Hopkins      | Suzuki       | +1 min 10 s 296 | 17     | 1      |
| 16   | Neil Hodgson      | Ducati       | +1 min 12 s 548 | 19     |        |
| 17   | Shane Byrne       | Aprilia      | +1 min 19 s 734 | 20     |        |
| 18   | Nobuatsu Aoki     | Proton       | +1 min 31 s 512 | 21     |        |
| 19   | Kurtis Roberts    | Proton       | +1 min 43 s 627 | 22     |        |
| 20   | Chris Burns       | Harris WCM   | +1 tour         | 23     |        |
| Abd. | Valentino Rossi   | Yamaha       | Abandon         | 8      |        |
| Abd. | David de Gea      | Harris WCM   | Abandon         | 24     |        |
| Abd. | Troy Bayliss      | Ducati       | Abandon         | 10     |        |
| Abd. | Sete Gibernau     | Honda        | Abandon         | 4      |        |

## Classement 250 cm3
| Pos  | Pilote           | Constructeur | Temps/Écart     | Grille | Points |
| ---- | ---------------- | ------------ | --------------- | ------ | ------ |
| 1    | Manuel Poggiali  | Aprilia      | 41 min 56 s 561 | 4      | 25     |
| 2    | Dani Pedrosa     | Honda        | +0 s 076        | 6      | 20     |
| 3    | Toni Elías       | Honda        | +3 s 792        | 2      | 16     |
| 4    | Alex De Angelis  | Aprilia      | +4 s 678        | 5      | 13     |
| 5    | Fonsi Nieto      | Aprilia      | +20 s 393       | 10     | 11     |
| 6    | Hiroshi Aoyama   | Honda        | +20 s 576       | 15     | 10     |
| 7    | Roberto Rolfo    | Honda        | +30 s 399       | 9      | 9      |
| 8    | Randy de Puniet  | Aprilia      | +34 s 742       | 3      | 8      |
| 9    | Alex Debón       | Honda        | +36 s 021       | 12     | 7      |
| 10   | Franco Battaini  | Aprilia      | +36 s 476       | 8      | 6      |
| 11   | Hugo Marchand    | Aprilia      | +50 s 991       | 23     | 5      |
| 12   | Sylvain Guintoli | Aprilia      | +52 s 196       | 7      | 4      |
| 13   | Chaz Davies      | Aprilia      | +53 s 576       | 19     | 3      |
| 14   | Naoki Matsudo    | Yamaha       | +1 min 01 s 641 | 14     | 2      |
| 15   | Dirk Heidolf     | Aprilia      | +1 min 02 s 014 | 24     | 1      |
| 16   | Klaus Nohles     | Aprilia      | +1 min 11 s 756 | 20     |        |
| 17   | Erwan Nigon      | Yamaha       | +1 min 11 s 999 | 25     |        |
| 18   | Grégory Lefort   | Aprilia      | +1 min 20 s 226 | 21     |        |
| 19   | Arnaud Vincent   | Aprilia      | +1 min 22 s 037 | 18     |        |
| 20   | Taro Sekiguchi   | Yamaha       | +1 tour         | 28     |        |
| Abd. | Jakub Smrž       | Honda        | Abandon         | 17     |        |
| Abd. | Sebastian Porto  | Aprilia      | Abandon         | 1      |        |
| Abd. | Joan Olive       | Aprilia      | Abandon         | 13     |        |
| Abd. | Max Sabbatani    | Yamaha       | Abandon         | 29     |        |
| Abd. | Anthony West     | Aprilia      | Abandon         | 11     |        |
| Abd. | Johann Stigefelt | Aprilia      | Abandon         | 26     |        |
| Abd. | Éric Bataille    | Honda        | Abandon         | 22     |        |
| Abd. | Alex Baldolini   | Aprilia      | Abandon         | 16     |        |

## Classement 125 cm3
| Pos  | Pilote            | Constructeur | Temps/Écart     | Grille | Points |
| ---- | ----------------- | ------------ | --------------- | ------ | ------ |
| 1    | Héctor Barberá    | Aprilia      | 41 min 41 s 459 | 1      | 25     |
| 2    | Casey Stoner      | KTM          | +0 s 096        | 5      | 20     |
| 3    | Andrea Dovizioso  | Honda        | +0 s 202        | 2      | 16     |
| 4    | Roberto Locatelli | Aprilia      | +0 s 359        | 6      | 13     |
| 5    | Mirko Giansanti   | Aprilia      | +0 s 737        | 7      | 11     |
| 6    | Marco Simoncelli  | Aprilia      | +7 s 614        | 20     | 10     |
| 7    | Pablo Nieto       | Aprilia      | +7 s 769        | 8      | 9      |
| 8    | Mika Kallio       | KTM          | +12 s 725       | 18     | 8      |
| 9    | Álvaro Bautista   | Aprilia      | +13 s 950       | 14     | 7      |
| 10   | Mattia Pasini     | Aprilia      | +19 s 938       | 4      | 6      |
| 11   | Andrea Ballerini  | Aprilia      | +25 s 983       | 9      | 5      |
| 12   | Mike Di Meglio    | Aprilia      | +26 s 633       | 16     | 4      |
| 13   | Simone Corsi      | Honda        | +26 s 996       | 15     | 3      |
| 14   | Julian Simon      | Aprilia      | +27 s 131       | 13     | 2      |
| 15   | Lukas Pesek       | Honda        | +30 s 697       | 17     | 1      |
| 16   | Gioele Pellino    | Aprilia      | +30 s 806       | 22     |        |
| 17   | Gino Borsoi       | Aprilia      | +38 s 591       | 12     |        |
| 18   | Imre Tóth         | Aprilia      | +52 s 505       | 19     |        |
| 19   | Gabor Talmacsi    | Malaguti     | +59 s 593       | 21     |        |
| 20   | Steve Jenkner     | Aprilia      | +1 min 07 s 333 | 11     |        |
| 21   | Vesa Kallio       | Aprilia      | +1 min 20 s 065 | 27     |        |
| 22   | Stefano Perugini  | Gilera       | +1 min 48 s 237 | 24     |        |
| 23   | Manuel Manna      | Malaguti     | +1 min 48 s 311 | 28     |        |
| 24   | Raymond Schouten  | Honda        | +1 min 49 s 405 | 29     |        |
| Abd. | Jordi Carchano    | Aprilia      | Abandon         | 30     |        |
| Abd. | Jorge Lorenzo     | Derbi        | Abandon         | 3      |        |
| Abd. | Youichi Ui        | Aprilia      | Abandon         | 10     |        |
| Abd. | Marketa Janakova  | Honda        | Abandon         | 31     |        |
| Abd. | Mikko Kyyhkynen   | Honda        | Abandon         | 32     |        |
| Abd. | Fabrizio Lai      | Gilera       | Abandon         | 26     |        |
| Abd. | Sergio Gadea      | Aprilia      | Abandon         | 23     |        |
| Abd. | Ángel Rodríguez   | Derbi        | Abandon         | 2      |        |